# Альмантас Ґрікявічус
Альмантас Ґрікявічус (лит. Steponas Almantas Grikevičius; *7 червня 1935, Каунас, Литва — †4 січня 2011) — литовський актор, кінорежисер, сценарист і монтажер.

## Біографія
У 1966 закінчив режисерський факультет ВДІКу. У 1969-1992 в штаті Литовській кіностудії. Починав як документаліст. Похований на цвинтарі Антакалніо.

## Фільмографія

### Режисер
- 1968 — «Почуття»
- 1970 — «Хай буде життя!»
- 1974 — «Садуто-туто»
- 1976 — «Втрачений кров»
- 1978 — «Обличчя на мішені»
- 1980 — «Факт»
- 1981 — «Медовий місяць в Америці»
- 1983 — «Сповідь його дружини»
- 1986 — «Сліди перевертня»
- 1987 — «Недільний день в пеклі»

### Сценарист
- 1981 — «Медовий місяць в Америці»

### Монтажер
- 1981 — «Медовий місяць в Америці»

## Нагороди
- 1967 — приз П'ятого Московського міжнародного кінофестивалю («Час йде по місту»)
- 1981 — номінація на приз «Золота пальмова гілка» 34-го Каннського кінофестивалю («Факт»)